# Мазовецкая, Светлана Исааковна
Светлана Исааковна Мазовецкая (22 августа 1925, Кострома — 2 июня 2014, Израиль) — советская и российская актриса театра и кино.

## Биография
С. И. Мазовецкая родилась 22 августа 1925 года.
В 1949 году Светлана Мазовецкая окончила Ленинградский театральный институт имени А. Н. Островского, после чего была принята в труппу Ленинградского театра имени Ленинского комсомола. Проработав в нём всего два года, актриса переходит в Ленинградский театр Балтийского Флота, а затем работает в Театре Северного Флота, Театре имени Ленсовета, Театре-студии киноактера при киностудии «Ленфильм».
Первую свою роль в кино Светлана Мазовецкая сыграла в 1956 году в фильме Девочка и крокодил режиссёра Иосифа Гиндина. Вскоре на киностудии «Ленфильм» за ней прочно закрепится амплуа характерной актрисы. И С. И. Мазовецкая станет одной из наиболее ярких исполнительниц небольших ролей бойких девиц и эксцентричных дам.
В 1974 году Светлана Мазовецкая эмигрировала в Израиль.

## Фильмография
- 1956 — Девочка и крокодил — нянька с младенцем
- 1957 — Балтийская слава — анархистка
- 1958 — В дни Октября — кокотка
- 1958 — Город зажигает огни — студентка
- 1958 — Дорогой мой человек — курносая медсестра
- 1958 — Шофёр поневоле — секретарь Зайчиковой
- 1959 — В твоих руках жизнь — работница фабрики
- 1959 — Либерал (короткометражный) — жена Понимаева
- 1959 — Повесть о молодожёнах — Люба, подруга Шуры
- 1960 — Анафема (короткометражный) — дама, подающая милость
- 1960 — Дама с собачкой — дочь губернатора Саратова
- 1960 — И снова утро — мороженщица
- 1960 — Победитель (короткометражный) — домработница
- 1960 — Человек с будущим — секретарша
- 1960 — Балтийское небо — девушка-сержант
- 1961 — Девчонка, с которой я дружил — дежурная на аэродроме
- 1961 — Самые первые — Зинаида Ивановна, лаборантка
- 1961 — Старожил — тётя Зина, мать Миши
- 1963 — Крепостная актриса — Харита
- 1963 — Пока жив человек — медсестра
- 1965 — Рабочий посёлок — посетительница
- 1967 — Захудалое королевство (ТВ) — эпизод
- 1969 — Невероятный Иегудиил Хламида — дама
- 1970 — Волшебная сила. Киноальманах. Новелла «Здравствуй, Пушкин» — мороженщица
- 1970 — День да ночь
- 1970 — Удивительный заклад — жена доктора
- 1970-1972 — Взрывники — Клавдия Степановна, проводница, соседка
- 1971 — Тень — дама с болонкой
- 1972 — Игрок — Федосья
- 1972 — Последние дни Помпеи — Клава, пианистка
- 1973 — Дверь без замка — пассажирка
- 1973 — Игра (ТВ) — учительница
- 1974 — Царевич Проша — торговка

### Озвучивание
- 1958 — Индюки
- 1973 — Пятеро на тропе — Гульбахор (дублирует — Гульсары Абдуллаеву)